# Kalmthout
Kalmthout là một đô thị ở tỉnh Antwerpen. Đô thị này chỉ gồm làng Kalmthout. Tại thời điểm ngày 1 tháng 1 năm 2007, Kalmthout có dân số 17.508  người. Tổng diện tích là 59,45 km², với mật độ dân số là 294 người trên mỗi km².

## Cư dân nổi bật
- Hector Carlier (1884-1946)
- Maria Rosseels (1916-2005)
- Willy Vandersteen (1913-1990